# جمعية رعاية (ألمانيا)
جمعية رعاية  (بالألمانية:Betreuungsverein) يعطي القانون الألماني أهمية خاصة لجمعيات الرعاية عند تنفيذ قوانين الرعاية والقيام عليها. وجمعية الرعاية تكون عادة جمعية أهلية مسجلة مثل أي اتحاد أو نادي. وتوجدفي ألمانيا حاليا نحو 830 من جمعيات الرعاية.
وقد اسلهمت جمعيات الرعاية عملها من وجود احتياجات في تلك الاتجهاهات المتعلقة بالعمل الشعبي وتنظيم الرعاية. وتقوم أشخاصا بعمل تطوعي في تلك الجمعيات والاتحادات، وقد يساعدهم في ذلك بعض المتخصصون.
ومن أجل المساعدة والعمل في جمعية رعاية ان تكون الجمعية مسجلة لدى الجهات المسؤولة المحلية. ويمكن اشتراك القائمين بالعمل التطوعي طبقا للقانون المدني بند 1897 فقرة 2 «راعي».
وتعمل الجمعية على اقتناء أشخاصا مناسبين للقيام بالرعاية. وقد يقوم بالرعاية شخص أو أكثر. ويمكن للشخص تحت الرعاية الشكوي أمام الإدارة أو القضاءطبقا لند القانون رقم 69 سي فقرة 2.
وإذا كانت الجمعية بالإضافة إلى نشاطها تحصل مكسبا من ندوات تدريب مثلا أو إعطاء نصائح وحلول فعليها تسجيل ذلك. ويصبح من المسموح لها بالقيام بندوات تدريب للجمهور. وفي بعض المحافظات تعمل عدة جمعيات في تناسق بينها فتزيد كفاءتهم.
وأديانا تحصل بعض تلك الجمعيات على معونة من الحكومة أو المحافظة.

## اقرأ أيضا
- حقوق الإنسان
- قانون الحفاظ على الحيوان
- حقوق المواطن والشرطة
- مجتمع مدني
- ديموقراطية حديثة
- مقدمو الرعاية الأسرية